# Bogusław Grzesik
Bogusław Grzesik (ur. 25 lutego 1940 w Sędziszowie Młp., zm. 9 grudnia 2024) – polski elektrotechnik, specjalista w zakresie energoelektroniki, elektroniki przemysłowej i nadprzewodnictwa, profesor nadzwyczajny w Politechnice Śląskiej, dziekan Wydziału Elektrycznego Politechniki Śląskiej w latach 1999–2005.

## Życiorys
Studia na Wydziale Elektrycznym Politechniki Śląskiej ukończył w 1967. Następnie rozpoczął pracę na stanowisku asystenta w Katedrze Napędu Elektrycznego. W 1973 obronił doktorat na podstawie pracy pt. Analiza procesów kształtowania napięcia w falownikach z modulacją szerokości impulsów przeznaczonych do zasilania silników asynchronicznych zrealizowany pod kierunkiem prof. Zygmunta Kuczewskiego. W 1993 uzyskał stopień doktora habilitowanego na podstawie monografii pt. Analiza komutacji w przekształtnikach energoelektronicznych doskonałych i idealnych. Od 1995 do 2018 zatrudniony w Politechnice Śląskiej na stanowisku profesora nadzwyczajnego.
W 1997 został kierownikiem Zakładu Napędu Elektrycznego i Energoelektroniki w Instytucie Elektrotechniki Teoretycznej i Przemysłowej, który w 2004 roku przekształcony został w samodzielną Katedrę Energoelektroniki, Napędu Elektrycznego i Robotyki. Funkcję kierownika Katedry sprawował do 2009. W latach 1999–2005 był dziekanem Wydziału Elektrycznego Politechniki Śląskiej. Z jego inicjatywy utworzone zostały między innymi Wydziałowe Laboratorium Komputerowe, Laboratorium Robotów Mobilnych i Laboratorium Nadprzewodnictwa.

## Dorobek naukowy
Główny obszar jego zainteresowań badawczych to energoelektronika i związane z nią dziedziny pokrewne – elektronika przemysłowa i napęd elektryczny. Prowadził badania także w zakresie robotyki i nadprzewodnictwa. W tym pierwszym zakresie był pomysłodawcą i współtwórcą robota mobilnego HEXOR. W zakresie nadprzewodnictwa kierował zespołami badawczymi Politechniki Śląskiej w ramach trzech międzynarodowych projektów badawczych finansowanych z programów ramowych Unii Europejskiej. Wraz z zespołem z katedry brał udział w realizacji programu rządowego Polskie Sztuczne Serce.
Jest autorem około 300 prac naukowych, artykułów, patentów oraz opracowań technicznych. Kierował kilkunastoma krajowymi projektami badawczymi oraz koordynował w Politechnice Śląskiej kilka projektów międzynarodowych. Wypromował 16 doktorów nauk, z czego 3 uzyskało stopień doktora habilitowanego. Był członkiem Sekcji Napędu Elektrycznego i Energoelektroniki Komitetu Elektrotechniki Polskiej Akademii Nauk oraz członkiem komitetów naukowych i wydawniczych kilkudziesięciu krajowych i międzynarodowych konferencji naukowych. Wielokrotnie nagradzany za pracę naukową nagrodami Ministra Nauki i Szkolnictwa Wyższego, nagrodami Rektora Politechniki Śląskiej oraz nagrodami branżowych towarzystw naukowych.

## Odznaczenia
- Krzyż Kawalerski Orderu Odrodzenia Polski (2005)[7]